# Zjarqajyng audany
Zjarqajyng audany (kazakiska: Жарқайың ауданы) är ett distrikt i Kazakstan. Det ligger i oblystet Aqmola, i den centrala delen av landet, 400 km väster om huvudstaden Astana. Distriksthuvudort är Derzjavinsk.